# Katherine Albert
Pour les articles homonymes, voir Albert.
Katherine Albert est une scénariste et actrice américaine née le 6 octobre 1902 à Louisville (Kentucky) (États-Unis), morte le 26 juillet 1970 à Santa Monica (États-Unis).

## Filmographie

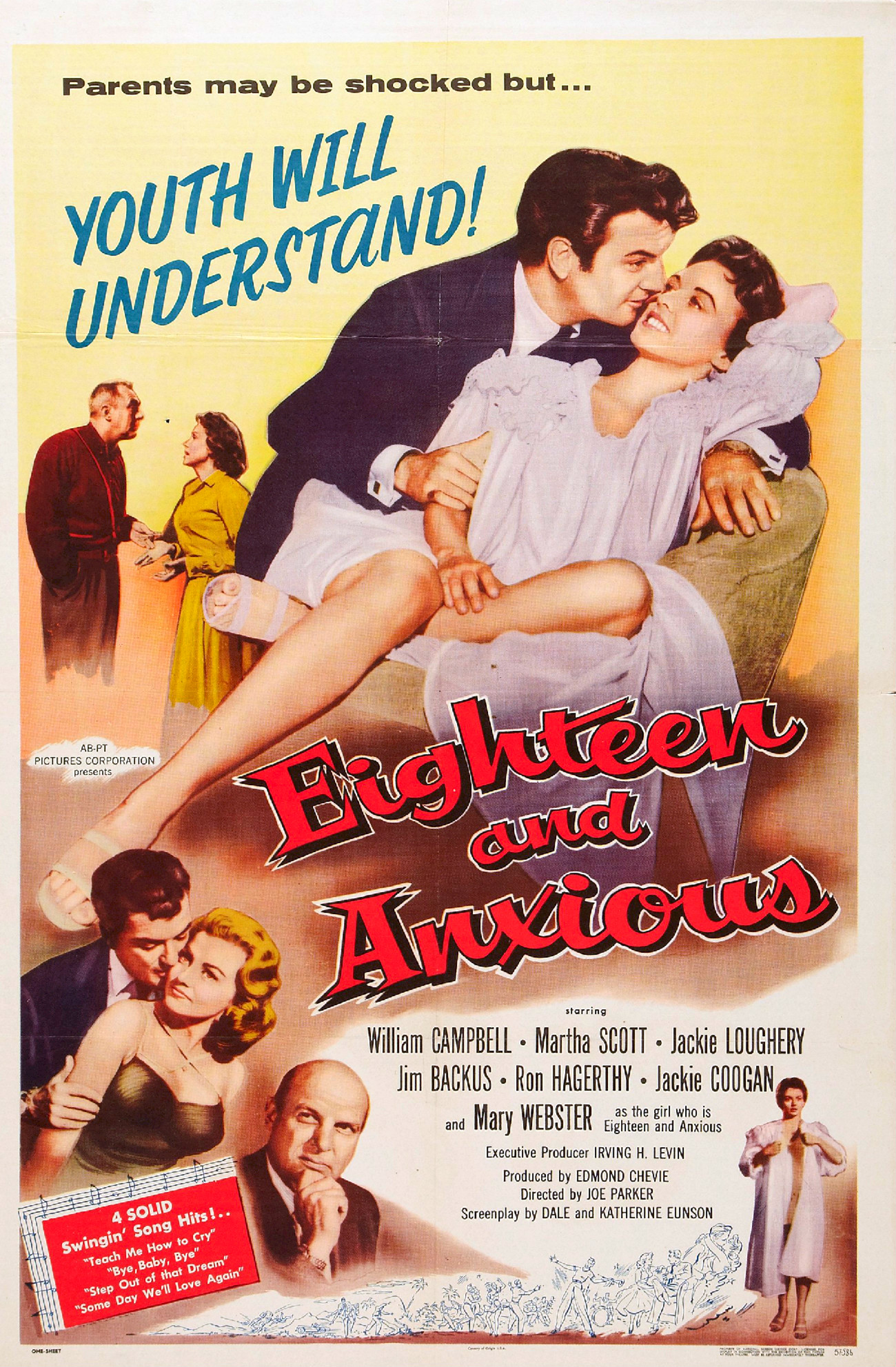
Affiche de Eighteen and Anxious (1957).

### Scénariste
- 1951 : On the Loose
- 1952 : La Star (The Star)
- 1953 : Sabre Jet (en)
- 1957 : Eighteen and Anxious (en)
- 1963 : Gidget Goes to Rome

### Actrice
- 1919 : Justice (The Greatest Question)
- 1920 : Ce crétin de Malec (The Saphead), de Herbert Blaché : Hattie